# Pavel Vondráček
Pavel Vondráček (* 11. červen 1998 Havlíčkův Brod) je český klavírista a skladatel klasické hudby s prvky popu a New Age. V roce 2019 vydal své druhé a zatím poslední album Love Stories (Deluxe Edition) a odstartoval svou první koncertní tour. Byl přijat na hudební akademii Berklee College of Music v americkém Bostonu.

## Život
Narodil se v Havlíčkově Brodě. Na klavír začal hrát ve 3 letech na Základní umělecké škole v Poděbradech. Soustředil se výhradně na klasickou hudbu, která jej přivedla ke skladbě a improvizaci. V roce 2014 začal pracovat na prvních skladbách, které následně vyšly na albu Lost in the Wind jako úpravy popových písní či vlastní improvizace. Po éře prvního studiového alba, které nahrál v létě 2015 a vydal na konci téhož roku, nastoupil na nejprestižnější světovou hudební akademii populární hudby, bostonskou Berklee College of Music.
Po zkušenostech s nahráváním v komerčním studiu začal budovat své vlastní nahrávací studio, které reflektuje potřeby klavíristy a instrumentalisty. Během podzimu 2015 a jara 2016 složil materiál pro své první autorské album. To vznikalo jako deník popisující umělcovy životní prožitky a netradičně v čistě instrumentální podobě vyjadřuje pocity náctiletého člověka z prvního romantického vztahu. Album vyšlo v prosinci roku 2019 pod názvem Love Stories (Deluxe Edition) a kromě klavíru obsahuje též syntezátory, symfonický orchestr, zvony, perkuse nebo chrámové varhany.
Album v roce 2019 doprovodil dvěma koncerty, které premiérovaly celou Love Stories Tour. Začátkem roku 2020 odletěl do Spojených států amerických. Na podzim se vrací do České republiky, kde uskuteční první koncertní tour čítající celkem 12 koncertů v 11 městech.

## Diskografie
- 2015 Lost in the Wind
- 2019 Love Stories (Deluxe Edition)